# Gackenbach
Gackenbach település Németországban, Rajna-vidék-Pfalz tartományban. Lakosainak száma 551 fő (2023. december 31.). Gackenbach Isselbach községgel határos.

## Népesség
A település népességének változása:
| Lakosok száma | 403  | 569  | 525  | 535  | 538  | 566  | 551  |
|               | 1975 | 2010 | 2017 | 2019 | 2021 | 2022 | 2023 |